# Valeria de los Ríos
Valeria Alejandra de los Ríos Escobar (Santiago de Chile, 20 de abril de 1975) es una profesora e investigadora chilena. Su línea de investigación se enfoca en el campo de la cultura visual, especializándose en la relación entre la tecnología visual y la literatura (cine y fotografía). 

## Biografía
Valeria de los Ríos nació en la ciudad de Santiago de Chile en 1975, hija de Benito Enrique de los Ríos Belmar y de Rosa María Eliana Escobar Cáceres.
Se tituló como Periodista y Licenciada en Información Social en la Pontificia Universidad Católica de Chile en el año 1998 y como Licenciada en Estética en la misma universidad ese mismo año. Posteriormente, obtuvo su Maestría en la Universidad de Cornell, Ithaca, en el 2003, para luego recibirse como Doctora en Filosofía en Estudios Románicos (Literatura Hispanoamericana y Estudios Visuales) en la misma casa de estudios. Actualmente se desempeña como profesora asociada del Instituto de Estética en la Pontificia Universidad Católica de Chile.
Es parte del equipo del proyecto Archivo Visual de Santiago, así como investigadora asociada de la Universidad de Santiago de Chile.

## Obras

### Libros
- Espectros de Luz. Tecnologías visuales en la literatura latinoamericana, Cuarto Propio, Santiago, 2012
- Fantasmas artificiales. Cine y fotografía en la obra de Enrique Lihn, Hueders, Santiago, 2015

### Coedición y coautoría
- El cine de Raúl Ruiz. Fantasmas, simulacros y artificios (Co.ed), Uqbar, Santiago, 2010
- El cine de Ignacio Agüero. El documental como la lectura de un espacio (coautoría) Cuarto Propio, Santiago, 2015

### Artículos
Contempla una amplia variedad de artículos desde el año 2004 dónde se destacan especialmente aquellos publicados en sitios web procedentes de los Estados Unidos y también dedicados a la obra de Enrique Lihn como “Musa mecánica: fotografía y cine en la escritura de Enrique Lihn” y “Photographic Desire in Lugone’s Short Stories: Science, Travel, Madness, Crime, and Death” el cual fue elaborado mientras realizaba sus estudios en la Universidad de Cornell, Nueva York. Además, a través de sus artículos se adicionan distintos autores y dramaturgos y cineastas tales como, Enrique Vila-Matas, Horacio Quiroga, Raúl Ruíz y Cristián Sánchez Garfias.
- "El cine, el gramófono y máquina de escribir: Tres Tristes Tigres, novela mediática latinoamericana”. Espéculo. Revista de Estudios Literarios 28 (2004)
- “Photographic Desire in Lugones’s Short Stories: Science, Travel, Madness, Crime, and Death”. Latin American Literary Review 68.34 (2006): 106-127
- “Barcelona como ‘ciudad imaginada’ en las crónicas de Enrique Vila-Matas”. Mapocho 61, (2007): 11-24
- “Reproducción, muerte y espectralidad en Horacio Quiroga”. Revista de Estudios Hispánicos 42.2 (2008): 301-327
- “Raúl Ruiz a través del espejo: De la representación a la alegoría”. Revista Aisthesis 47 (2010): 115-127
- "Sujeto, violencia y repetición. El zapato chino de Cristián Sánchez como alegoría política". Nuevo Texto Crítico Vol. XXIV-XXV No. 47/48 (2011-2012)
- “Fotografía y fantasma en la escritura de Enrique Lihn”. Revista Iberoamericana 244-245 (2013): 685-702.
- “Infancia y juego en Raúl Ruiz”. Cuadernos de Arte N.º 20 (2015): 16-27.
- “Musa mecánica: fotografía y cine en la escritura de Enrique Lihn”. Esferas: The Undergraduate Student Journal of NYU's Department of Spanish and Portuguese, Issue 7 “Velar la imagen/Develop the Image” (mayo de 2017): 40-49.

### Capítulos de libros
Desde el año 2008 ha colaborado en una extensa variedad de capítulos de libros comúnmente relacionados con la estética y el cine donde destaca especialmente su aporte con el escritor estadounidense-argentino Mike Wilson en la obra “Where is y mind?”. Otra colaboración es en la obra “Trayectorias Americanas 1910-2010” la cual aborda el aporte de la estética en la comprensión de las representaciones que han consolidado el sentido colectivo en la construcción de identidades en el campo del arte.
- “Mapas y fotografías en la obra de Roberto Bolaño”. Bolaño salvaje: El escritor ante la crítica. Ed. Edmundo Paz-Soldán y Gustavo Faverón-Patriau. Barcelona: Editorial Candaya, 2008.
- “Cine y ciudad: Mapas cognitivos de Santiago del nuevo siglo. Aquí se construye de Ignacio Agüero y Play de Alicia Scherson”. SCL. Ed. Manuel Tironi y Fernando Pérez Santiago: ARQ Ediciones, 2009.
- “Fotografía y escritura en Farabeuf, de Salvador Elizondo. De la literatura entre las imágenes de la cirugía y la tortura”. Notas visuales. Fronteras entre imagen y escritura. Santiago: Ediciones Metales Pesados, 2010.
- "Narración, memoria y movilidad: Un acercamiento a dos cortometrajes de Raúl Ruiz”. Where is My Mind? Cognición, literatura y cine.Santiago: Cuarto Propio, 2011.
- “Cinematógrafo de letras: cine y escritura en Latinoamérica”. Trayectorias Americanas 1810-2010. Santiago: Ediciones Pontificia Universidad Católica de Chile, 2012.
- “De la evidencia al simulacro: fotografía en Sueños digitales de Edmundo Paz-Soldán”. II Encuentro Nacional de Nuevos Medios. Visualidades. nuevos humanismos en la politización de la imagen. Santiago: Facultad de Arquitectura y Urbanismo, Universidad de Chile, 2014.
- “Apuntes sobre el sentido y formas de la in-acción en el cine latinoamericano contemporáneo”. Segundo Coloquio de Cine y Filosofía de Valparaíso. Aparatos y Violencia. Revista el Resplandor. n.º 3. Santiago: LOM, 2015.
- “Animal Planet: Televisión e imagen animal en Bajo este sol tremendo de Carlos Busqued”. Estética, medios masivos y subjetividades. Ed. Pablo Corro y Constanza Robles. Santiago: Facultad de Filosofía, Instituto de Estética. Pontificia Universidad Católica de Chile, 2016.
- "La vida es una cosa fenomenal": cine, radio y corporalidad en La guaracha del Macho Camacho de Luis Rafael Sánchez. En La rueda mágica. Ensayos de música y literatura. Manual para indisciplinados. Santiago: Editorial UAH, 2017. 355-364.

## Críticas sobre sus libros
Diversos autores han hecho reseñas sobre sus obras personales y en las cuales ella se presenta como coautora y coeditora, donde destacan autores tales como, Jorge Sánchez quien aborda la pluralidad con la que se manifiesta el cine de Raúl Ruiz, Ángeles Donoso, quien explica la relación las tecnologías visuales y la Literatura en América Latina, Fabio Fidanza que precisa en los conceptos “lectura de espacio y lo “metacinematográfico” y Paola Cortés-Rocca quién se centra en el trabajo de Lihn.
- Es un estudio teórico que reúne en un libro toda la visión de Raúl Ruiz con respecto al cine y su obra, teniendo en su repertorio un centenar de proyectos y con relevancia internacional. En la reseña de Jorge Sánchez, señala que: dichos textos abordan la producción de Ruiz desde múltiples ópticas, logrando, lo que Valeria de los Ríos menciona en el prólogo, una "movilidad" teórica, que se vincula directamente con la "modalidad excéntrica" del cine de Ruiz.[3]

- Espectros de Luz ha recibido bastantes comentarios positivos debido a como la autora se sumerge en la intensa relación entre las tecnologías visuales y la literatura latinoamericana, y como este vínculo se funde en lo espectral y fantasmagórico. En el análisis, Ángeles Donoso, hace hincapié en la relación que plantea la autora, la cual es descrita como compleja ya que “se funda no solo en la fascinación y el deseo por parte de los escritores sino en la ansiedad que producen los dispositivos”, viendo a la literatura obligada a competir con el cine y la fotografía. Es una obra con un largo recorrido, casi única en su especie debido a la escasez de libros en relación con este tema en América Latina.[4]

- En El cine de Ignacio Agüero. El documental como la lectura de un espacio, Fabio Fidanza, destaca la definición de “lectura de espacio” que da Agüero no como algo relacionado con un lugar sino como lo siguiente: “Aquí el espacio no se limita a las fronteras tangibles que definen un lugar y que describen una composición visible, sino que alberga también una serie de relaciones entre lo inmediatamente perceptible y aquello con lo que dialoga”. También se recalca como se aborda el concepto de “metacinematográfico” acompañado de la relación entre el cine e imagen fotográfica.[5]

- Fantasmas artificiales: Cine y fotografía en la obra de Enrique Lihn ha recibido diferentes reseñas relacionadas al enfoque que Valeria de los Ríos le da a la visión del cineasta Enrique Lihn, donde se señala en particular la realizada por Paola Cortés-Rocca, que en su reseña explica que: “Fantasmas artificiales dedica su primera parte a la fotografía y al fantasma. O más exactamente: a la fotografía como fantasma. Porque según propone su autora, de las tres concepciones que, a grandes rasgos, definirían las concepciones fotográficas – la fotografía como mímesis, código o índice– Lihn elije [sic] pensarla como fantasma”.[6]